# Sengtavanh
Sengtavanh Daogxythone (ur. 19 września 1984) – laotański zapaśnik walczący w stylu wolnym.
Brązowy medalista igrzysk Azji Południowo-Wschodniej w 2009 roku.